# Enchanteresse (DC Comics)
Cet article concerne le personnage de DC Comics. Pour celui de Marvel Comics, voir Enchanteresse.
L’Enchanteresse est un personnage de fiction de l'univers DC, créé par Bob Haney et Howard Purcell. Elle apparait pour la première fois dans le numéro 187 de Strange Adventures en avril 1966.

## Biographie fictive
June Moone est à l'origine une artiste indépendante. Elle est un jour invitée à une soirée costumée dans un vieux château. Elle tombe par hasard sur une chambre secrète où un inconnu (plus tard révélé comme étant Dzamor) pratique de la magie. June doit alors affronter une présence maléfique présente dans le château. Dès qu'elle dit « l'Enchanteresse », June la blonde se transforme en brune costumée. Dotée de pouvoirs magiques, elle peut ainsi vaincre un minotaure « échappé » d'une tapisserie. Elle l'affronte ensuite avec succès à Cap Canaveral.
L'Enchanteresse réapparaît ensuite pour affronter Supergirl. Grâce à la magie, elle parvient à bloquer les pouvoirs de la Kryptonienne,,. L'Enchanteresse continue sa « carrière » au sein des Forgotten Villains, notamment durant les événements de Crisis on Infinite Earths.
L'Enchanteresse rejoint ensuite la Task Force X (renommé ensuite Suicide Squad). Madame Xanadu (en) découvre ensuite que June perd le contrôle à cause de ses pouvoirs qu'elle ne peut contrôler (on découvre aussi qu'avec le temps, l'Enchanterrese devient petit à petit une personnalité et une personne à part). Xanadu lui fait alors porter un collier bloquant ses pouvoirs, qui peut être retiré par toute personne autre que June pour bénéficier des pouvoirs de l'Enchanteresse,.

## Pouvoirs et capacités

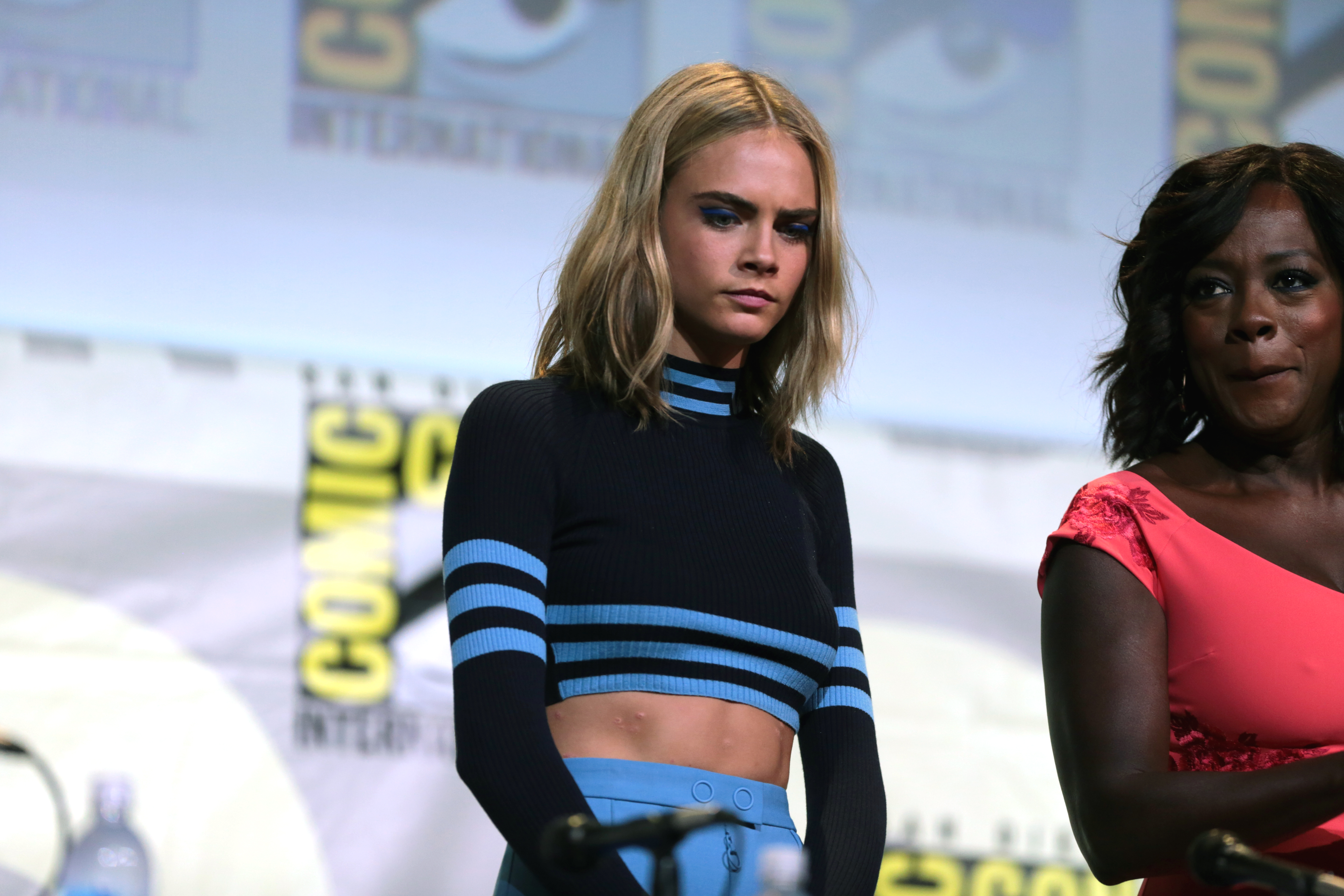
L'actrice Cara Delevingne incarne le personnage dans l'univers cinématographique DC.

Elle est le plus puissant méta-humain ayant jamais existé, et possède un potentiel de magie et de pouvoirs quasiment illimité.
Elle peut créer et manipuler de l'énergie grâce à sa magie, qu'elle soit noire, blanche, élémentaire, etc. Elle peut posséder les êtres ou les objets, traverser les murs, se téléporter. L'Enchanteresse est une entité extra-dimensionnelle.
Possession, manipulation énergie magique, téléportation, limite de pouvoir inconnue. 
Elle peut créer de puissants champs de forces. 
Elle est capable de créer des illusions.

## Apparitions dans d'autres médias
L'Enchanteresse est l'ennemie principale dans le film Suicide Squad, sorti en France le 3 août 2016. Dans cette version, June Moone est archéologue et non artiste et l'enchanteresse a un frère, Incubus, emprisonné dans une statuette. Elle apparaît en 2018 dans le jeu vidéo Injustice 2 en tant que personnage jouable disponible en DLC.